# Učiteljski tovariš
Učiteljski tovariš je bil slovenski časnik, ki je izhajal med letoma 1861 in 1941. Od 1905 je izhajal kot tednik. Ustanovil ga je Andrej Praprotnik, ki je bil tudi urednik in pisec prispevkov. Sedež časopisa je bil v Ljubljani. 
Gre za izrazito učiteljski časopis, ki je pomagal domačim učiteljem pri njihovem delu. Takoj na začetku je imel večino naročnikov iz te stroke. Vsebinsko je zastopal verska načela in nadzor cerkve nad šolo. V nadaljnjem razvoju je zato zanimivo leto 1900, ko je Učiteljskega tovariša prevzela slovenska učiteljska organizacija, ki se je v danem obdobju imenovala Zaveza avstrijskih jugoslovanskih društev. Slovenska učiteljska organizacija je list preoblikovala v stanovsko politični list, medtem ko je pedagoške vsebine odtlej prinašal Popotnik, ki se je v tem času preoblikoval v pedagoško strokovno revijo. Takrat so se iz te zveze odcepili katoliški učitelji, ker sta se tako politika kot vsebina stroke preveč liberalizirali. 
Dolga leta je Učiteljski tovariš predstavljal osrednji slovenski učiteljski časopis. V njem zlahka zasledujemo razvoj profesorske stroke, kakor se je gibal od odnosa s cerkvijo, preko statusne uveljavitve učiteljskega poklica vse do odnosa s komunisti.

Digitalna knjižnica Slovenije omogoča prebiranje Učiteljskega tovariša v celoti.